# هانتر وودهول
هانتر وودهول (بالإنجليزية: Hunter Woodhall) (مواليد 17 فبراير 1999)، هُو عداء بارالمبي أمريكي. فاز بميدالية ذهبية في سباق 400 متر للرجال فئة تي 62 في الألعاب البارالمبية الصيفية 2024، كما حصل على ميدالية برونزية في نفس المسابقة في الألعاب البارالمبية الصيفية 2020.
شارك وودهول في أول مشاركة دولية له سنة 2015، وفاز بميدالية فضية وبرونزية في بطولة العالم لألعاب القوى لذوي الاحتياجات الخاصة 2015، وبعدها تحصل على ميدالية برونزية وفضية في الألعاب البارالمبية الصيفية 2016. بعد تخرجه من مدرسة سيراكيوز الثانوية، أصبح أول مبتور قدمين يحصل على منحة دراسية من الرابطة الوطنية لرياضة الجامعات الدرجة الأولى.

## طفولته ونشأته
وُلد وودهال في ولاية جورجيا، وكان والده يشتغل في الجيش الأمريكي. قرر والدا وودهال بتر كلتا ساقيه في عمر 11 شهرا بسبب معاناته من انعدام النصف الشظوي للطرف. نشأ وودهال في سيراكيوز بولاية يوتا، وتعلم تعليما منزليا إلى غاية الصف الخامس،مءتم وعند دخوله المدرسة العامة تعرض للتنمر بسبب إعاقته. وعلى الرغم من أنه حصل في البداية على بدلة اصطناعية، إلا أن وودهال استعان لاحقا في الجري بشبه أرجل من ألياف الكربون، وانضم إلى فريق ألعاب القوى.

## مساره الرياضي
أثناء دراسته في مدرسة سيراكيوس الثانوية، شارك وودهال عدة مرات رفقة فريق الولايات المتحدة البارالمبي الوطني في المنافسات الدولية. شارك لأول مرة في منافسة دولية في عام 2015 حيث حصل على ميدالية فضية وبرونزية في بطولة العالم لألعاب القوى لذوي الاحتياجات الخاصة 2015.
في سنته الدراسية الختامية، احتل وودهال المرتبة العشرين عبر أمريكا في سباق 400 متر بزمن قدره 47.32 ثانية. تنافس في الألعاب البارالمبية الصيفية 2016 حيث فاز بميدالية برونزية في سباق 400 متر للرجال وميدالية فضية في سباق 200 متر للرجال. ونتيجة لذلك، أعلن عمدة مدينة سيراكيوس، تيري بالمر، يوم 15 سبتمبر "يوم هانتر وودهال". وبعد اختتامه تعليمه الثانوي، حصل وودهال على لقب أفضل رياضي في ألعاب القوى للمدارس الثانوية لعام 2016. بعد التخرج، أصبح وودهال أول رياضي مبتور الساقين في ألعاب القوى يحصل على منحة دراسية رياضية من القسم الأول، وذلك من جامعة أركنساس.
في سنته الأولى في جامعة أركنساس، تنافس وودهال في مؤتمر SEC إلى جانب عدائين من غير ذوي الاحتياجات الخاصة. تنافس في ست لقاءات داخلية وسبعة خارجية، في سباق 800 متر حقق توقيت 1:58.04، واختتم سباق 400 متر في 47.42 ثانية. من خلال التوقيت الذي حققه، تمكن هانتر من حصد ميدالية برونزية في سباق 400 متر في هذه البطولة. وبحلول نهاية الموسم، رُشح لجائزة مُغيِّر قواعد اللعبة في السنة لرابطة الجامعات الوطنية وصُنف ضمن فريق أمريكا الأول في سباق تتابع 4 × 400 متر وسباق تتابع المسافات المتنوعة. خلال سنتيه الثانية والثالثة، حقق وودهال أفضل توقيت في مسيرته وهو 46.22 ثانية في سباق 400 متر في بطولة SEC الخارجية. أثناء سنته الثالثة، انضم وودهال إلى تطبيق مشاركة الفيديو تيك توك حيث شارك قصته حول كيف فقد ساقيه. ونتيجة لذلك، دُعي إلى برنامج إلين دي جينيريس، وحصل على 20 ألف دولار لمساعدته في تحقيق أهدافه البارالمبية لعام 2020.
فاز وودهال بميدالية ذهبية في سباق 400 متر فئة تي 62 في الألعاب البارالمبية الصيفية 2024. وقد احتفل مع زوجته تارا ديفيس، التي فازت في وقت سابق بالميدالية الذهبية في الألعاب الأولمبية الصيفية 2024. كما فاز بالميدالية البرونزية في سباق 4 × 100 متر تتابع.

## حياته الشخصية
في 16 أكتوبر 2022، تزوج وودهول من العداءة تارا ديفيس. هانتر وتارا كانا قد التقيا في ملتقى لألعاب القوى في أيداهو عام 2017، وهما يديران حاليا قناة يوتيوب خاصة بهما. حظي احتفال آل وودهول بفوز تارا ديفيس في الوثب الطويل للسيدات في دورة الألعاب الأولمبية الصيفية 2024 باهتمام إعلامي كبير.

## وصلات خارجية
- نبذة عن هانتر وودهول  على موقع الاتحاد الدولي لألعاب القوى
- هانتر وودهول في اللجنة البارالمبية الدولية
- هانتر وودهول خلال الألعاب البارالمبية الصيفية 2024 (رابط بديل، رابط بديل 2)